# Sân bay Tokunoshima
Sân bay Tokunoshima Airport (徳之島空港 Tokunoshima Kūkō) (IATA: TKN, ICAO: RJKN) là một sân bay ở Tokunoshima, một thành phố ở Tokunoshima (đảo Tokuno) tại tỉnh Kagoshima của Nhật Bản. Sân bay này có 1 đường băng dài 2000 m bề mặt nhựa đường.

## Các hãng hàng không và các tuyến điểm
Hiện có các hãng hàng không sau đang hoạt động tại sân bay này:
- Japan Airlines (Kagoshima)
  - Japan Air Commuter (Amami Oshima, Kagoshima [theo mùa])